# Bun Bang Fai

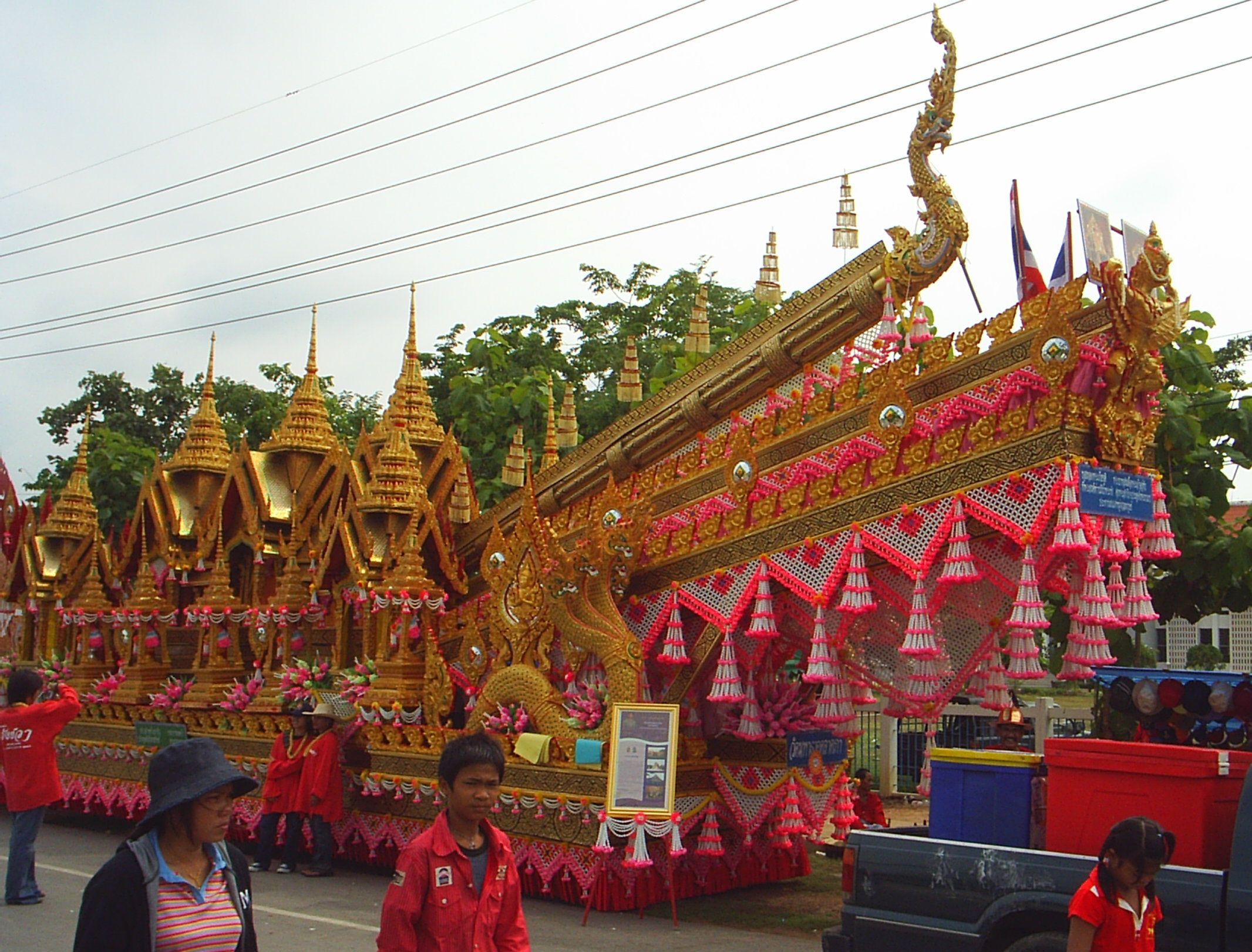
Festwagen anlässlich des Bun Bang Fai in Yasothon

Das Fest Bun Bang Fai (thailändisch ประเพณีบุญบั้งไฟ brapheni bun bang fai, Raketenfest) ist eine jährlich in Laos und im Nordosten von Thailand, dem Isaan, stattfindende Veranstaltung für das Tam bun, also die Schaffung von Verdiensten im buddhistischen Glauben. Das größte Fest dieser Art findet in Yasothon statt.

## Die Veranstaltung
Bun Bang Fai dauert drei Tage und wird jedes Jahr zu Beginn der Regenzeit, also im Mai, in vielen Dörfern und Siedlungen der ethnischen Lao im Isaan begangen. Dazu gibt es typischerweise am ersten Tag Musikveranstaltungen, traditionelle Tänze wie Mor Lam, am zweiten Tag Wettbewerbe um den schönsten Festwagen, die besten Tänzer und Tänzerinnen sowie Musiker, und am dritten Tag als Höhepunkt das Abfeuern der selbstgebauten Raketen. Ziel der Raketenbauer ist es, die Rakete in die größte Höhe zu feuern.

## Die Raketen

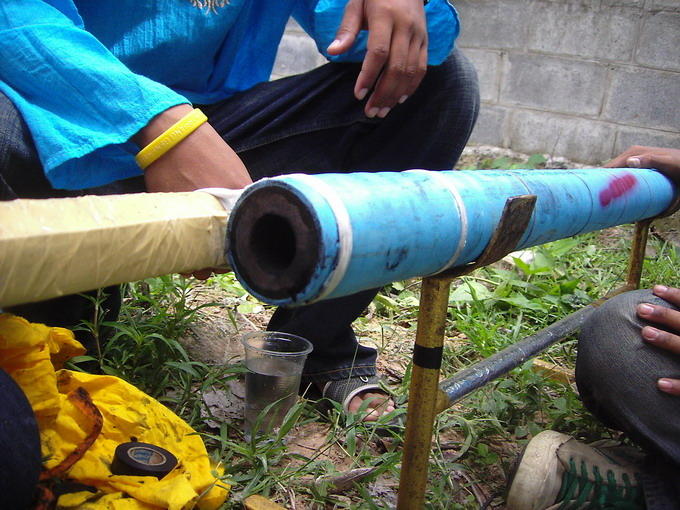
Eine kleine Rakete

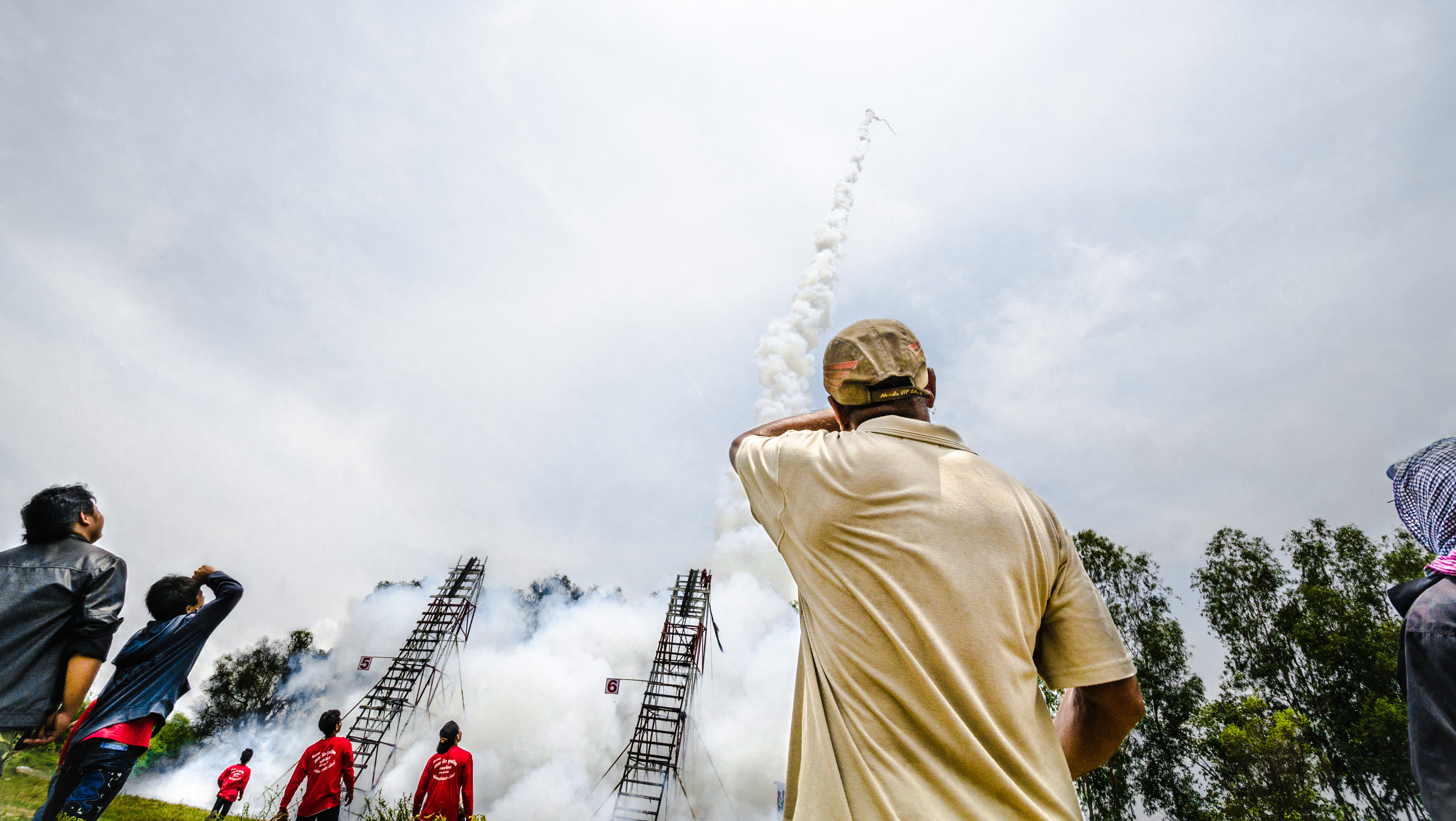
Startende Rakete und Startrampen

Der eigentliche Begriff für Rakete ist Jaruat (จรวด), die Bang Fai (บั้งไฟ) sind eigentliche vergrößerte Silvestrraketen, jedoch mit Schwarzpulver gefüllt. Das Schwarzpulver wird entweder in eine Röhre aus Bambus eingebracht oder heutzutage meist in eine aus PVC, die dann einen Standarddurchmesser aufweist und einfacher zu befüllen ist. Die Regeln des Raketenwettbewerbs verlangen, dass der Teilnehmer seine Rakete selbst startfähig machen muss. Bambusrohre können mit Kletterpflanzen zu längeren Rohren zusammengebunden werden. Die Zündung erfolgt über eine Lunte oder eine elektrische Zündung.
Es gibt bei den Raketen verschiedene Größen, die in verschiedenen Wettbewerben jeweils gegeneinander antreten: die kleinen heißen bang Fai Noi (บั้งไฟน้อย). Die größeren werden durch die Zahlen für 10.000 (หมื่น muen), 100.000 (แสน saen) und 1.000.000 (ล้าน lan) gekennzeichnet. Die größten Raketen sind nicht nur sehr teuer, sondern auch sehr gefährlich. Sie sind etwa 9 Meter lang und enthalten ca. 120 kg Schwarzpulver. Sie können Höhen von mehreren Kilometern erreichen und über weite Strecken fliegen, aber auch durch die Zuschauermenge abgehen. Die Raketen werden nach der erreichten Höhe, der Entfernung des Aufschlags und der Schönheit der Rauchspur beurteilt.

## Etymologie
- bun (thailändisch บุญ) Verdienst, Meriten; stammt von dem Paliwort puñña verdienstvolle Handlung und dem Sanskrit पुण्य puṇya ‚verdienstvoll‘, siehe auch: Tam bun
- bang (thailändisch บั้ง) ein Abschnitt (meist aus Bambus)
- fai (thailändisch ไฟ) Feuer
- brapheni – auch prapheni (thailändisch ประเพณี) Tradition; kommt aus dem Sanskrit परंपर parampara, eine ununterbrochene Abfolge

## Erwähnenswertes
Im bewaffneten Konflikt zwischen der Staatsmacht und den Rothemden aus dem Nordosten, der im Frühjahr 2010 die Innenstadt von Bangkok wochenlang lahmlegte, wurden durch einige Demonstranten auch Bang Fai-Raketen vorbereitet, aber nicht zum Abschuss gebracht.